# Adrorhizon purpurascens
Adrorhizon purpurascens là một loài thực vật có hoa trong họ Lan. Loài này được (Thwaites) Hook.f. mô tả khoa học đầu tiên năm 1898. Chúng là loài duy nhất thuộc chi Adrorhizon và phân tông Adrorhizinae.
Loài lan này phân bố ở Ấn Độ và Sri Lanka.